# 西村雄一
西村 雄一（にしむら ゆういち、英:NISHIMURA Yuichi、1972年4月17日 - ）は、東京都出身の元サッカー審判員（元プロフェッショナルレフェリー）。東京都サッカー協会に所属していた。
2010年の2010 FIFAワールドカップでは、決勝戦の第4の審判員を務め、2014年の2014 FIFAワールドカップでは、開幕戦で主審を務め、2014年まで国際審判員を務めた。2025年現在は現役を退き、日本サッカー協会（JFA）審判マネジャーを務めている。

## 来歴
小学校からサッカーをはじめ、卒業アルバムにも「サッカーの会社か（有名）チームに入ること」と書くなどプロ選手を目指していた。駒沢サッカークラブ、東京都立新宿高等学校を経て1994年に日本電子工学院専門学校（現・日本工学院専門学校）を卒業した。
サラリーマン生活を送りながらアマチュアの試合で審判を続け1999年に1級審判員として登録され、さらに2004年からはスペシャルレフェリー（SR、現・プロフェッショナルレフェリー：PR）として登録され、Jリーグを含む国内試合の審判員として活動している。
2007年7月に行われたAFCアジアカップや8 - 9月に行われたU-17W杯に副審の相樂亨とともに派遣され、U-17W杯ではFIFA主催の大会としては日本人初となる決勝の主審を務めた。また、2006・2008年度の天皇杯決勝や、2006・2007年のJ1・J2入れ替え戦第2戦で主審を務めるなど、国内外でキャリアを重ねている。
2010年に開催されたFIFAワールドカップ南アフリカ大会では4試合で主審を務め、決勝戦では第4の審判員として判定に関わった。また、2014年に開催されたFIFAワールドカップブラジル大会では開幕戦の主審を務め、3位決定戦では第4の審判員を務めた（詳細後述）。同年、国際審判員を引退。
以降もJリーグでプロフェッショナルレフェリーとして活動していたが、2024年12月15日、日本サッカー協会 (JFA) より、2024年シーズン限りでのトップカテゴリー担当からの勇退と翌2025年からのJFA審判マネジャー就任が発表された。同年12月8日に行われたJ1最終節・浦和レッズ対アルビレックス新潟戦（埼玉スタジアム2002）が現役最後の試合になった。

## 経歴
- 1級審判員登録：1999年11月[3]
- Jリーグ(J1)初主審：2003年4月6日 ヴィッセル神戸対京都パープルサンガ戦（神戸ウイングスタジアム）
- Jリーグ(J1)初副審：2001年4月29日 横浜F・マリノス対サンフレッチェ広島戦（横浜国際総合競技場）
- Jリーグ(J2)初主審：2002年3月24日 川崎フロンターレ対水戸ホーリーホック戦（等々力陸上競技場）
- Jリーグ(J2)初副審：2000年5月7日 モンテディオ山形対浦和レッズ戦（山形県総合運動公園陸上競技場）
- Jリーグ(J3)初主審：2016年7月3日 藤枝MYFC対カターレ富山戦（エコパスタジアム）
- Jリーグ(カップ戦)初主審：2003年3月15日 ジェフユナイテッド市原対セレッソ大阪戦（市原臨海競技場）
- Jリーグ(カップ戦)初副審：2001年4月18日 ヴァンフォーレ甲府対FC東京戦（山梨県小瀬スポーツ公園陸上競技場）

## 国際試合での審判歴
2010年のFIFAワールドカップ南アフリカ大会における審判に選出され、高田静夫（1990年イタリア大会）、岡田正義（1998年フランス大会）、上川徹（2002年日韓大会・2006年ドイツ大会）に続き、ワールドカップで主審を務めた4人目の日本人となった。同大会では以下の4試合を担当した。
- グループA・ ウルグアイ -  フランス（6月11日、グリーン・ポイント・スタジアム）
- グループH・ スペイン -  ホンジュラス（6月21日、エリス・パーク・スタジアム）
- グループF・ パラグアイ -  ニュージーランド（6月24日、ピーター・モカバ・スタジアム）
- 準々決勝・ オランダ -  ブラジル（7月2日、ネルソン・マンデラ・ベイ・スタジアム）

ウルグアイ - フランス戦では判定のどれもが適切なものであったとされ世界各国のメディアにより高い評価を受け、準々決勝の審判も高評価を受けた。なお、ワールドカップで日本人審判が4試合の主審を務めたのは史上初である。
オランダ - ブラジル戦ではアリエン・ロッベンを踏みつけたフェリペ・メロを退場処分した。
このほか同大会では、7月7日の準決勝・ウルグアイ - オランダ戦 と7月11日の決勝・オランダ - スペイン戦 では、共に第4審判員を務めた。
なお同年の末にはFIFAクラブワールドカップ2010決勝（インテル×マゼンベ）の主審を務めた。この試合は副審の相樂亨・名木利幸も含めた日本人3人でジャッジされた。2013年6月、コンフェデレーションズカップの審判にも選ばれ、グループリーグ：スペイン - ウルグアイ戦の主審を務めた。
2014年のFIFAワールドカップブラジル大会でも、副審の相樂・名木と共に審判団を務めることが発表され、アジア出身で初めて開幕戦のブラジル - クロアチア戦（6月12日、アレーナ・デ・サンパウロ）の主審を務めた（この試合の判定で物議を醸すこととなる。後述）。次いでホンジュラス - エクアドル戦(6月20日)の第四審判をすることとなった。最終的に3位決定戦のブラジル - オランダ戦の第4審を務め、主審としての担当は1試合にとどまった。

## 表彰
- Jリーグ最優秀主審賞：11回（2009年、2010年、2011年、2012年、2013年、2014年、2015年、2016年、2017年、2019年、2020年）[14]
- アジア年間最優秀レフェリー（男子）：1回（2012年）[15]

## エピソード
- デイリーサッカーニュース Foot!に出演した際のインタビューで、自身のレフェリングの基準について「気持ちは攻撃側なんですけど、ファウルを見極める目は実はディフェンスの（ディフェンスがどうするからファウルになるのかという）行為を見ている」と語り、いわゆるファウルの多い選手については「どうしてもカードが多くなる選手が中盤の選手でいるとします。でもその選手は監督の指示でチームの役割として、相手の動きを止めてくれと言われている。そういう指示のもとなので、その選手が悪いわけじゃなくて行為が悪いと」と語り、選手に対しては“性善説”で接するようにしているという[16]。また、引退時の記者会見では自身のレフェリングについて「（判定が）違うという意見は絶対に出てくる」「皆さんに納得していただけるものに近い判定をしようと心がけている」「（ジャッジに対する）批判はなるべく少なければいい」とも述べている[17]。
- 笛は自身も開発に関与したモルテンのバルキーンを使用している[16]。
- Jリーグは選手が接触すると簡単に笛が鳴ると言われているが、ワールドカップでは「違う基準で笛を吹いたのか?」という問いかけに対して、「基準は変えていない、接触して選手が倒れたらルール上笛を吹くしかない、しかし海外では接触しても選手が簡単に倒れないので必然的に笛が鳴らないシーンが増えた」と答えている。
- ワールドカップ決勝の第4の審判を務めたので純金の決勝審判記念メダルをFIFAより授与された。
- 2011年には、国際サッカー歴史統計連盟（IFFHS）が選ぶ4半世紀の優秀な審判において、第83位に選ばれた[18]。
- 審判員として印象に残ったシーンとして、2011年3月29日の「東北地方太平洋沖地震復興支援チャリティーマッチ がんばろうニッポン!」82分の三浦知良のゴールシーンを挙げ、「全ての人が喜ぶゴールは僕の人生でも一度しかない」と述べている[17]。

## 物議を醸した判定

### 退場者取り違え
- 東アジアサッカー選手権2005（7月31日）、 韓国 -  中国
この試合で主審を務めた西村は、中国の荒いプレーに対しカードを乱発、計3人を退場させたが、そのうち1人（郜林）に関しては、カードを出すべき選手（李瑋峰）を別人と取り違え、この退場は後の記録で無効扱いとなっている[19]。
- 2008年J2第6節（4月6日）、ヴァンフォーレ甲府対セレッソ大阪戦
後半11分にペナルティーエリア内で大阪FWカレカが転倒した場面で、カレカに触れていなかった甲府DFの池端陽介に対して「得点機会阻止」としてレッドカードを提示した[注 2]。
この試合の2日後に一旦、池端に対する1試合の出場停止処分が発表されたが[20]、その後、Jリーグ側は退場処分が人違いだったことを認め、池端に対する出場停止処分を取り消し、この処分を実際に反則を犯した甲府GK桜井繁に付け替えると発表した[21]。なお、「プレーに関する事実についての主審の決定は最終である」とするサッカー競技規則第5条により、公式記録は変更されていない。
4月13日の第6節、浦和レッズ対鹿島アントラーズ戦では主審を務める予定だったが、この誤審の影響で岡田正義に変更されている[22]、翌第7節まで短い休養を与えられている。

### 「死ね」発言騒動
2008年J1第9節（4月29日）のFC東京対大分トリニータ戦、大分DF深谷友基と東京FW赤嶺真吾が競り合い、西村はこれを赤嶺のファウルと判定。ここで、先に赤嶺からファウルを受けていた大分DF上本大海が、「2度目の悪質なファウルなので、警告を出すべきだ」と西村に詰め寄ったが、これを退け、通常のファウルとして試合を再開させた。
ところがこの試合後、上本が西村から「上本うるせーぞ!テメェは黙ってプレーしておけ。死ね」という暴言を受けたと主張。大分はこの「死ね」発言について、日本サッカー協会審判委員会に抗議文を送付。Jリーグも強く問題視して、大分の抗議文を待たずに調査に乗り出す。
しかし西村は、「死ね」と発言したことについて、「そんなことは言っていない」と一貫して否定。日本サッカー協会専務理事の田嶋幸三は、西村が「うるさい。黙ってプレーして」とは言ったことを認めた上で、私見として「プレー『して』と『死ね』を聞き間違えたのでは」と述べた。最終的に、Jリーグは調査の結果、「当該選手（上本）以外に、『死ね』という発言を聞いた選手・審判員が一人もいない」「映像を調査しても、そのような発言が出る状況であったと思えない」と判断。この問題については「主審の主張を認めるものの、当該選手の主張も否定はしない」と結論づけ、西村、上本のどちらにも処分はなされずに決着した。なお、西村と上本は騒動から1年後くらいに代理人を通じて話を行い、お互いに和解しているという。

### 2014 FIFAワールドカップ・アジア4次予選での諸判定
- 2014 FIFAワールドカップ・アジア4次予選（2012年6月3日）、 ウズベキスタン -  イラン
後半29分にウズベキスタンのMFアーメドフが放ったシュートはゴール内でイランのDFが弾き出してノーゴールの判定だったが、ビデオ映像ではゴールラインを割っていたように見えたことから、試合後にウズベキスタンのアブラモフ監督は「審判が見ていなかった」と主審を務めた西村ら日本の審判団への不満をあらわにした[28]。
- 2014 FIFAワールドカップ・アジア4次予選（2013年3月26日）、 韓国 -  カタール
後半のアディショナルタイムは5分であったが、孫興民による決勝ゴールが同6分だったことから、主審を務めた西村は試合後、カタールのファハド・サーニ監督らに「終了のホイッスルはもっと前に吹くべきだった」と抗議を受けた[29]。

### 2014年W杯開幕戦でのPK判定

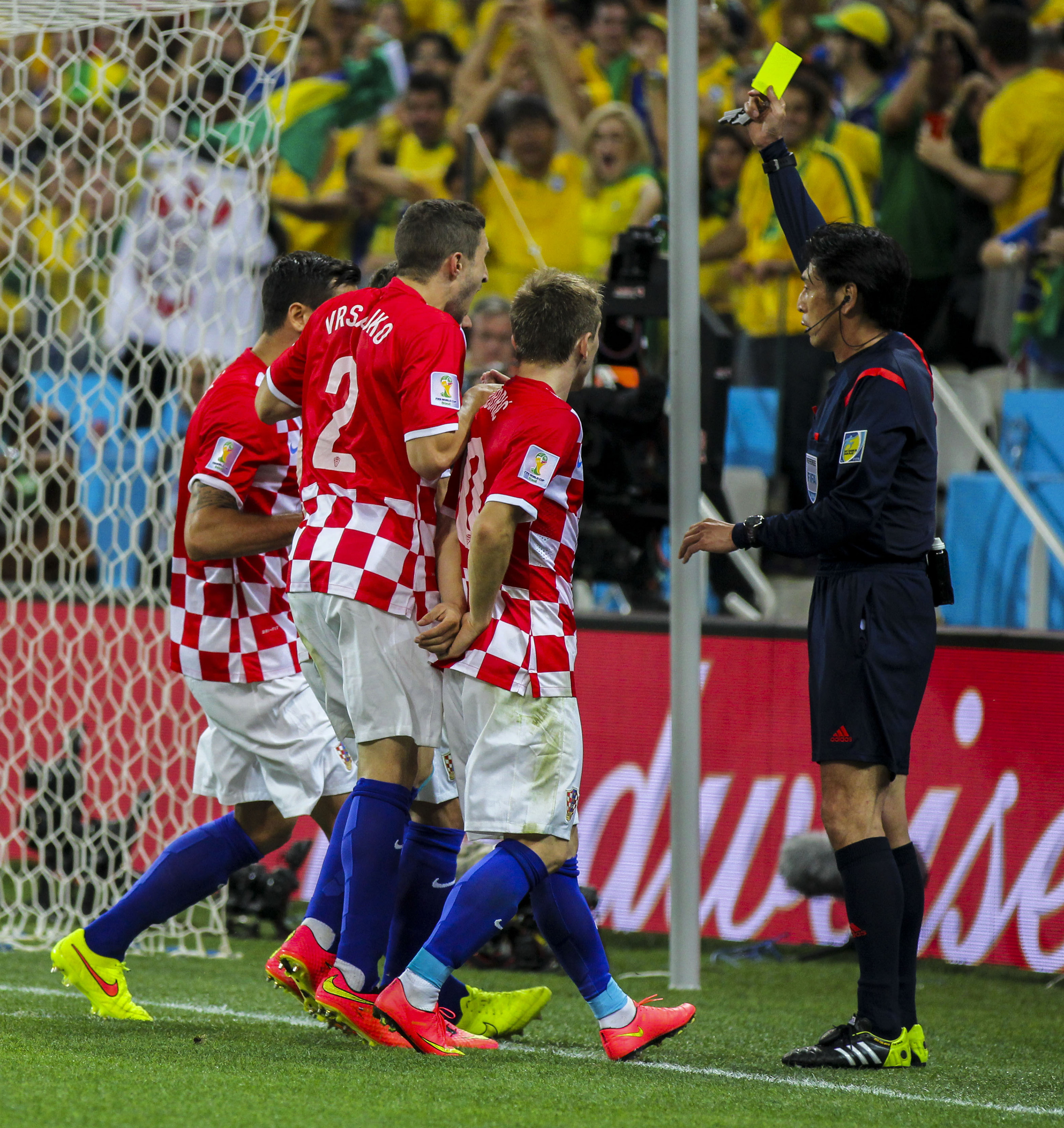
ブラジルにPKを指示し、ファールを与えたロブレンにイエローカードを提示する西村。

2014年6月12日（現地時間）にアレーナ・デ・サンパウロで行われた2014 FIFAワールドカップ・グループAの初戦（開幕戦）、ブラジル - クロアチア戦の主審を務めたが、この試合の後半24分（69分）、ブラジルのFWフレッジがクロアチアDFデヤン・ロブレンを背負ってエリア内で倒れた。西村はこのプレーに対してPKを宣告、これをFWネイマールが決めてこの試合の決勝点となった。
この判定について、ロブレンの手がフレッジにかかって倒されたようにも、フレッジが自分から転んだよう（=シミュレーションの反則）にも見えたことから議論を呼ぶこととなった。しかし、FIFA（国際サッカー連盟）審判部責任者を務めるマッシモ・ブサッカは「（西村は）非常にいいポジションを取っていた」「ホールディングの反則（=競技者を押さえる反則）は、その反則の程度に関わらず罰せられる」「（選手が）接触すれば、審判にどちらかに決める理由を与えることになる」と西村主審を擁護した。
6月14日付の中国紙『中国青年報』は、ブラジルは世界最大の日系人を抱えており「日本とブラジルの関係はまるで助け合って生きる夫婦のような関係である」との在ブラジル中国人の声を伝え、日本とブラジルの緊密さを指摘する上で『キャプテン翼』に登場する日系ブラジル人のロベルト本郷や、元日本代表のラモス瑠偉、ブラジルにサッカー留学した経験を持つ三浦知良を取り上げ、判定の背景には移民などを通じた日本とブラジルの密接な関係があると指摘し、「肉親の情」が判定に影響を与えたとして不公正な審判だったと批判した。
なお、西村は2018年1月掲載のインタビュー でこのときの状況について、フレッジが「トラップしたボールが浮いて、落ちてくるまでにボレーシュートを打てる可能性が出てきた」状況で、ロブレンが「相手の体勢が崩れる可能性がありながらも自らの意志で後方から手を掛け」、結果としてフレッジがシュートに持ち込めなかったため、「ホールディングのファウルがあったと判断せざるを得ない」と説明している。なお、このとき、複数のクロアチア選手が西村に詰め寄ったが、西村は当事者であるロブレン以外の選手とは対応しなかったため、他の選手はあきらめたという。

## 出場記録
| 国内大会個人成績 | 国内大会個人成績 | 国内大会個人成績 | 国内大会個人成績 | 国内大会個人成績 | 国内大会個人成績 | 国内大会個人成績 | 国内大会個人成績 | 国内大会個人成績 | 国内大会個人成績 | 国内大会個人成績 |
| 年度             | J1               | J1               | J2               | J2               | J3               | J3               | リーグ杯         | リーグ杯         | 天皇杯           | 天皇杯           |
| 年度             | 主審             | 副審             | 主審             | 副審             | 主審             | 副審             | 主審             | 副審             | 主審             | 副審             |
| ---------------- | ---------------- | ---------------- | ---------------- | ---------------- | ---------------- | ---------------- | ---------------- | ---------------- | ---------------- | ---------------- |
| 2000             | 0                | 0                | 0                | 8                | -                | -                | 0                | 0                | 0                | 0                |
| 2001             | 0                | 9                | 0                | 6                | -                | -                | 0                | 1                | 0                | 0                |
| 2002             | 0                | 6                | 13               | 0                | -                | -                | 0                | 2                | 0                | 0                |
| 2003             | 16               | 0                | 0                | 0                | -                | -                | 3                | 0                | 0                | 0                |
| 2004             | 15               | 0                | 7                | 0                | -                | -                | 6                | 0                | 1                | 0                |
| 2005             | 19               | 0                | 6                | 0                | -                | -                | 6                | 0                | 2                | 0                |
| 2006             | 17               | 0                | 8                | 0                | -                | -                | 4                | 0                | 1                | 0                |
| 2007             | 19               | 0                | 5                | 0                | -                | -                | 3                | 0                | 1                | 0                |
| 2008             | 18               | 0                | 3                | 0                | -                | -                | 4                | 0                | 2                | 0                |
| 2009             | 17               | 0                | 7                | 0                | -                | -                | 2                | 0                | 2                | 0                |
| 2010             | 15               | 0                | 5                | 0                | -                | -                | 2                | 0                | 0                | 0                |
| 2011             | 21               | 0                | 7                | 0                | -                | -                | 0                | 0                | 2                | 0                |
| 2012             | 17               | 0                | 8                | 0                | -                | -                | 2                | 0                | 2                | 0                |
| 2013             | 16               | 0                | 6                | 0                | -                | -                | 3                | 0                | 1                | 0                |
| 2014             | 15               | 0                | 10               | 0                | 0                | 0                | 2                | 0                | 1                | 0                |
| 2015             | 21               | 0                | 12               | 0                | 0                | 0                | 2                | 0                | 3                | 0                |
| 2016             | 21               | 0                | 9                | 0                | 3                | 0                | 5                | 0                | 1                | 0                |
| 2017             | 19               | 0                | 13               | 0                | 0                | 0                | 5                | 0                | 3                | 0                |
| 2018             | 23               | 0                | 6                | 0                | 0                | 0                | 5                | 0                | 4                | 0                |
| 2019             | 19               | 0                | 12               | 0                | 0                | 0                | 5                | 0                | 2                | 0                |
| 2020             | 20               | 0                | 7                | 0                | 0                | 0                | 3                | 0                | 0                | 0                |
| 2021             | 25               | 0                | 3                | 0                | 0                | 0                | 5                | 0                | 2                | 0                |
| 2022             | 16               | 0                | 4                | 0                | 0                | 0                | 4                | 0                | 3                | 0                |
| 2023             | 19               | 0                | 6                | 0                | 0                | 0                | 4                | 0                | 2                | 0                |
| 2024             | 19               | 0                | 4                | 0                | 0                | 0                | 4                | 0                | 4                | 0                |
| 通算             | 407              | 15               | 161              | 14               | 3                | 0                | 79               | 3                | 38               | 0                |

- その他の国内公式戦
  - 日本フットボールリーグ(JFL) (2001)
  - 富士ゼロックススーパーカップ (2006、2010、2011、2012)
  - J1・J2入れ替え戦 (2006、2007)
  - J1昇格プレーオフ (2012、2016)
  - Jリーグチャンピオンシップ (2015)

- VAR、AVAR、AAR（追加副審）

| 国内大会個人成績 | 国内大会個人成績 | 国内大会個人成績 | 国内大会個人成績 |
| 年度             | VAR              | AVAR             | AAR              |
| ---------------- | ---------------- | ---------------- | ---------------- |
| 2016             | -                | -                | 1                |
| 2017             | -                | -                | 4                |
| 2018             | -                | -                | 4                |
| 2019             | 1                | 0                | 0                |
| 2020             | 1                | 0                | -                |
| 2021             |                  |                  | -                |
| 通算             | 2                | 0                | 9                |

### 国際試合

#### AFCチャンピオンズリーグ
| 国際大会個人成績 | 国際大会個人成績 | 国際大会個人成績 | 国際大会個人成績 | 国際大会個人成績 |
| 年度             | ACL/ACLE         | ACL/ACLE         | ACL予選          | ACL予選          |
| 年度             | 主審             | 副審             | 主審             | 副審             |
| ---------------- | ---------------- | ---------------- | ---------------- | ---------------- |
| 2006             | 1                | 0                | 0                | 0                |
| 2007             | 2                | 0                | 0                | 0                |
| 2008             | 3                | 0                | 0                | 0                |
| 2009             | 3                | 0                | 0                | 0                |
| 2010             | 4                | 0                | 0                | 0                |
| 2011             | 7                | 0                | 0                | 0                |
| 2012             | 3                | 0                | 0                | 0                |
| 2013             | 3                | 0                | 0                | 0                |
| 2014             | 3                | 0                | 0                | 0                |
| 通算             | 39               | 0                | 0                | 0                |

- その他の国際試合
  - ワールドカップアジア予選 (2007〜2013)
  - AFCアジアカップ (2007、2011)
  - FIFA U-17ワールドカップ (2007)
  - アフリカネイションズカップ (2008)
  - エクストラクラサ(ポーランド) (交流プログラム)(2008)
  - FIFA U-20ワールドカップ (2009)
  - FIFAワールドカップ (2010、2014)
  - FIFAクラブワールドカップ (2010)
  - 国際親善試合 (2010、2013、2014)
  - オリンピック (2012)
  - コンフェデレーションズカップ (2013)
  - EAFF E-1サッカー選手権 (2013)

## 決勝担当
| 開催年月日     | 大会                                    | 対戦カード         | 対戦カード                   | 結果        | 会場                           | 担当  |
| -------------- | --------------------------------------- | ------------------ | ---------------------------- | ----------- | ------------------------------ | ----- |
| 2004年1月1日   | 第83回天皇杯全日本サッカー選手権大会    | ジュビロ磐田       | セレッソ大阪                 | 1-0         | 国立競技場                     | 第4審 |
| 2004年12月11日 | 2004Jリーグサントリーチャンピオンシップ | 浦和レッズ         | 横浜F・マリノス              | 2-2 (PK2-4) | 埼玉スタジアム2002             | 第4審 |
| 2006年1月1日   | 第85回天皇杯全日本サッカー選手権大会    | 浦和レッズ         | 清水エスパルス               | 2-1         | 国立競技場                     | 第4審 |
| 2006年2月25日  | ゼロックススーパーカップ 2006           | ガンバ大阪         | 浦和レッズ                   | 1-3         | 国立競技場                     | 主審  |
| 2007年1月1日   | 第86回天皇杯全日本サッカー選手権大会    | 浦和レッズ         | ガンバ大阪                   | 1-0         | 国立競技場                     | 主審  |
| 2007年9月9日   | 2007 FIFA U-17ワールドカップ            | U-17スペイン代表   | U-17ナイジェリア代表         | 0-0 (PK0-3) | ソウルワールドカップ競技場     | 主審  |
| 2008年12月21日 | FIFAクラブワールドカップ2008            | LDUキト            | マンチェスター・ユナイテッド | 0-1         | 横浜国際総合競技場             | 第4審 |
| 2009年1月1日   | 第88回天皇杯全日本サッカー選手権大会    | ガンバ大阪         | 柏レイソル                   | 1-0         | 国立競技場                     | 主審  |
| 2010年2月27日  | FUJI XEROX SUPER CUP2013                | 鹿島アントラーズ   | ガンバ大阪                   | 2-2 (PK5-3) | 国立競技場                     | 主審  |
| 2010年7月11日  | 2010 FIFAワールドカップ                 | オランダ代表       | スペイン代表                 | 0-1         | サッカー・シティ・スタジアム   | 第4審 |
| 2010年11月13日 | AFCチャンピオンズリーグ2010             | 城南一和           | ゾブ・アハン                 | 3-1         | 国立競技場                     | 主審  |
| 2010年12月19日 | FIFAクラブワールドカップ2010            | マゼンベ           | インテル                     | 0-3         | シェイク・ザイード・スタジアム | 主審  |
| 2011年2月26日  | FUJI XEROX SUPER CUP2014                | 名古屋グランパス   | 鹿島アントラーズ             | 1-1 (PK3-1) | 日産スタジアム                 | 主審  |
| 2012年1月1日   | 第91回天皇杯全日本サッカー選手権大会    | 京都サンガ         | FC東京                       | 2-4         | 国立競技場                     | 主審  |
| 2012年3月3日   | FUJI XEROX SUPER CUP2012                | 柏レイソル         | FC東京                       | 2-1         | 国立競技場                     | 主審  |
| 2012年11月23日 | J1昇格プレーオフ                        | 大分トリニータ     | ジェフユナイテッド千葉       | 1-0         | 国立競技場                     | 主審  |
| 2014年1月1日   | 第93回天皇杯全日本サッカー選手権大会    | 横浜F・マリノス    | サンフレッチェ広島           | 2-0         | 国立競技場                     | 主審  |
| 2014年11月2日  | AFCチャンピオンズリーグ2014             | アル・ヒラル       | WSW                          | 0-0         | キング・ファハド国際スタジアム | 主審  |
| 2014年11月8日  | Jリーグヤマザキナビスコカップ           | サンフレッチェ広島 | ガンバ大阪                   | 2-3         | 埼玉スタジアム2002             | 主審  |
| 2015年12月5日  | Jリーグチャンピオンシップ               | サンフレッチェ広島 | ガンバ大阪                   | 1-1         | エディオンスタジアム広島       | 主審  |
| 2016年12月4日  | J1昇格プレーオフ                        | セレッソ大阪       | ファジアーノ岡山             | 1-0         | キンチョウスタジアム           | 主審  |
| 2017年11月4日  | JリーグYBCルヴァンカップ                | セレッソ大阪       | 川崎フロンターレ             | 2-0         | 埼玉スタジアム2002             | 主審  |

## 出演

### テレビ
- トップランナー（2010年9月18日、NHK）